# 董秉純
董秉純（1724年—1794年），字小鈍。浙江鄞县人,清朝政治人物。
雍正二年出生。全祖望弟子，乾隆十八年（1753年）拔貢，補廣西那地州州判，升泰安縣知縣。全祖望卒後，其遺作由秉純整理編定。乾隆五十九年卒。

## 著作
- 《小鈍居士集》
- 《讀詩私說》一卷
- 《春雨樓文初删稿》四卷
- 《全謝山先生年譜》一卷
- 《謝山先生世譜》一卷
- 《鮚埼亭詩集跋》
- 編輯《本朝甬上耆舊詩》四十卷
- 編輯《續甬上耆舊詩》四十八卷
- 纂修《四明儒林董氏宗譜》二十卷終一卷

## 外部連結
- 奏為泰安縣知縣董秉純父病難痊請旨勒令休致由 乾隆五十四年